# Volker Kauder

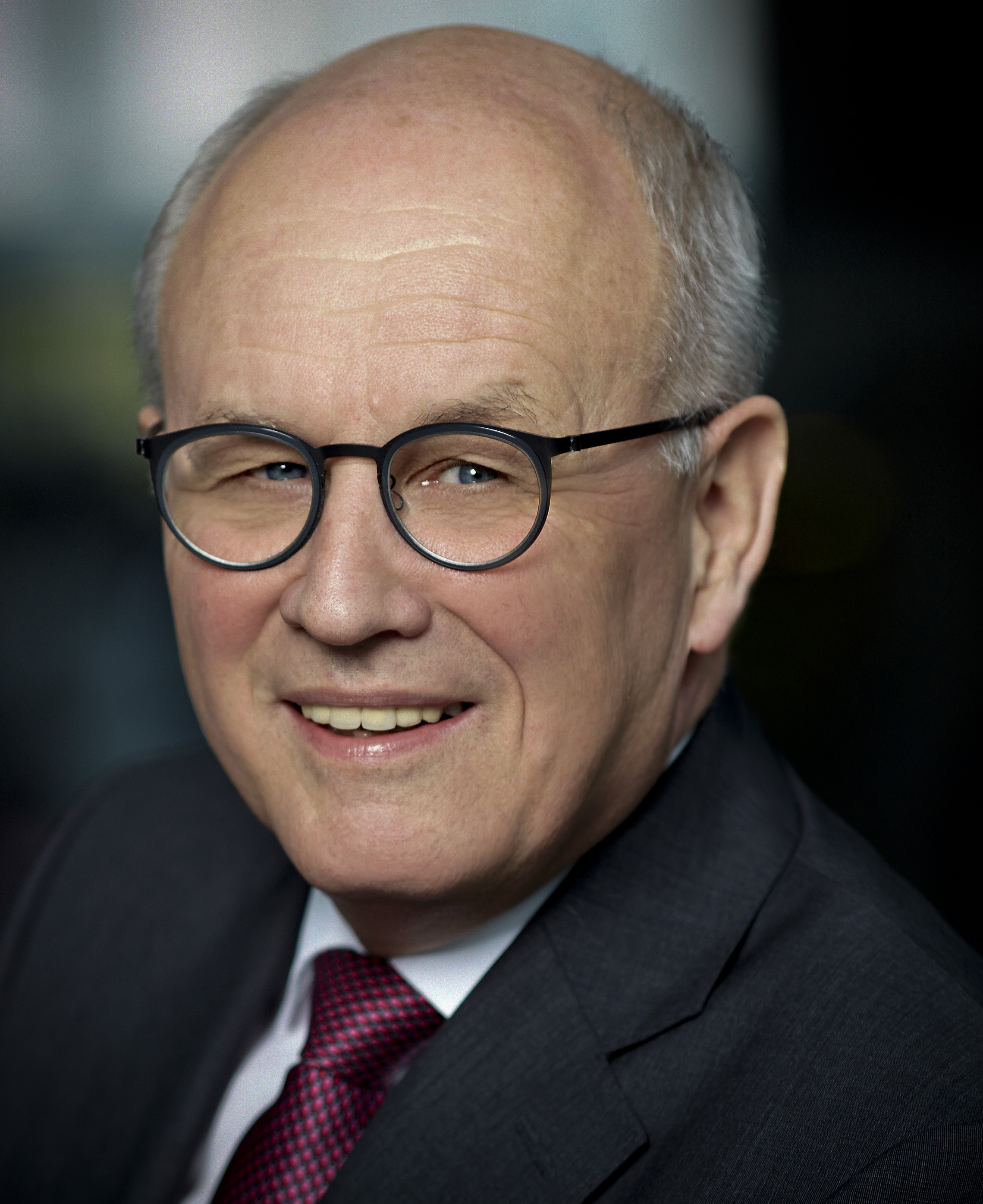
Volker Kauder (2015)

Volker Kauder (* 3. September 1949 in Hoffenheim) ist ein deutscher ehemaliger Politiker (CDU). Er war zwischen 1990 und 2021 Mitglied des Deutschen Bundestages sowie dort von 2005 bis 2018 Vorsitzender der CDU/CSU-Bundestagsfraktion und damit der am längsten amtierende in der Geschichte der Fraktion. Zuvor war er von Januar bis Dezember 2005 CDU-Generalsekretär.

## Leben

### Ausbildung und Beruf
Nach dem Abitur 1969 am Hegau-Gymnasium in Singen (Hohentwiel) leistete Volker Kauder zunächst den Wehrdienst bei der ABC-Abwehrtruppe in Immendingen und Sonthofen ab und schied 1971 als Fähnrich der Reserve aus. Danach studierte Kauder Rechtswissenschaft an der Albert-Ludwigs-Universität Freiburg und erwarb 1975 das erste juristische Staatsexamen. Nach dem Referendariat legte er 1977 das zweite Staatsexamen ab und trat 1978 in die Verwaltung des Landes Baden-Württemberg ein. Von 1980 bis 1990 war er unter Landrat Hans Volle Erster Landesbeamter und Sozialdezernent des Landkreises Tuttlingen.

### Partei

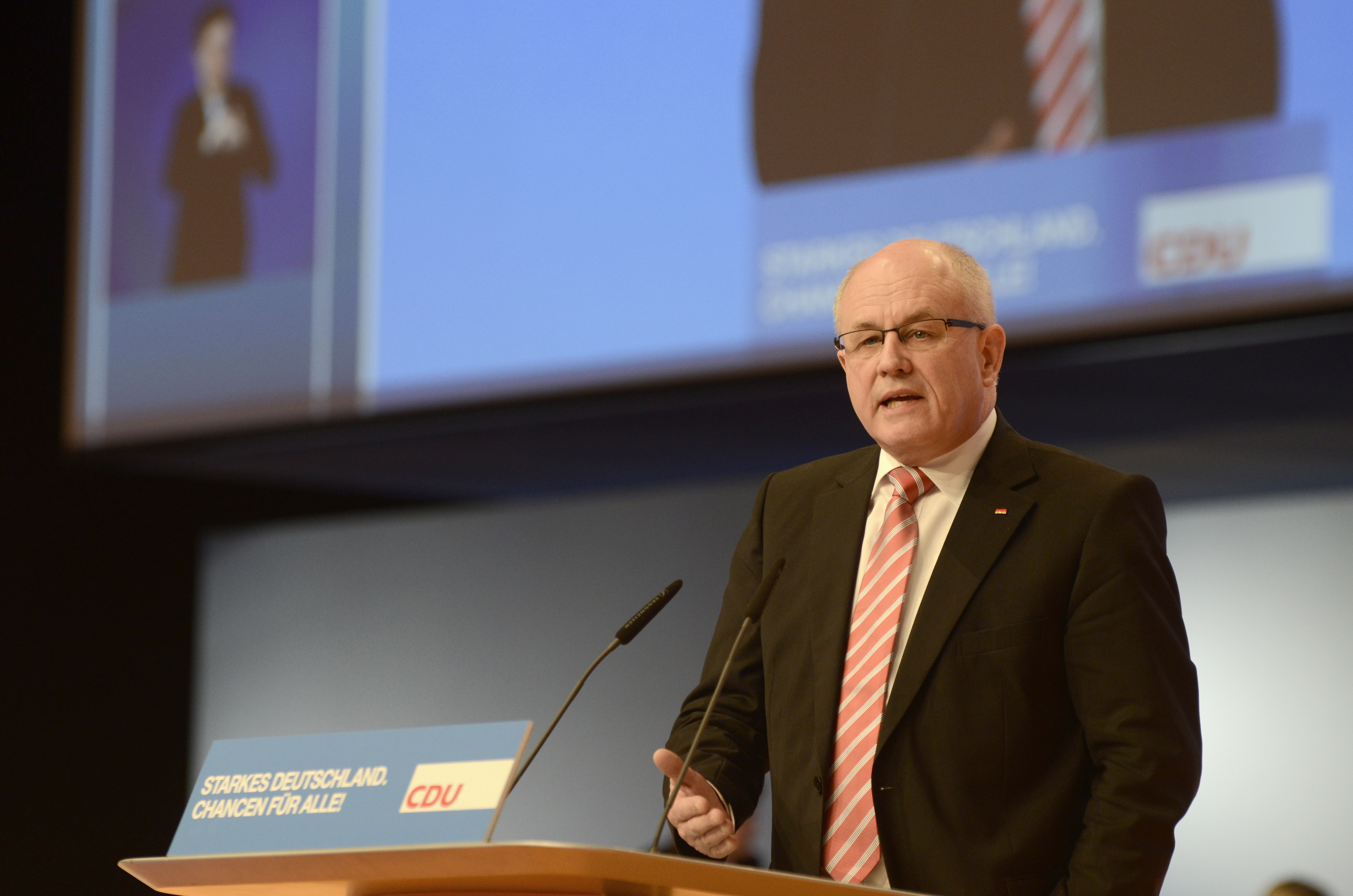
Kauder auf dem CDU-Parteitag 2012

Kauder wurde 1966 im Alter von 17 Jahren Mitglied der Jungen Union und blieb es bis 1984. Von 1971 bis 1973 war er Vorsitzender des JU-Kreisverbandes Konstanz und von 1973 bis 1976 ehrenamtlicher Geschäftsführer und Bezirksvorstandsmitglied der Jungen Union Südbaden.
Von 1975 bis 1991 war Kauder Pressesprecher und Mitglied des Vorstandes der CDU Südbaden. Von 1984 bis 1986 war er Vorsitzender des CDU-Stadtverbandes Tuttlingen und überdies von 1985 bis 1999 Vorsitzender des CDU-Kreisverbandes Tuttlingen. 1991 wurde Kauder Generalsekretär der baden-württembergischen CDU. Mit dem Rücktritt des Ministerpräsidenten Erwin Teufel im April 2005 gab er dieses Amt ab.
Kauder wird immer wieder als „rechte Hand“ Angela Merkels bezeichnet. Sie designierte ihn nach dem Rücktritt von Laurenz Meyer am 22. Dezember 2004 für das Amt des Generalsekretärs der CDU Deutschlands, in das er am 25. Januar 2005 gewählt wurde.
Am 28. August 2005 wurde Kauder mit 97,7 % der gültigen Stimmen als Generalsekretär bestätigt. Nach seiner Wahl zum Vorsitzenden der CDU/CSU-Bundestagsfraktion übernahm am 1. Dezember 2005 Ronald Pofalla zunächst kommissarisch und später offiziell das Amt des CDU-Generalsekretärs.
Kauder ist neben seiner Tätigkeit in der CDU auch Ehrenmitglied in der CSU.

### Abgeordneter

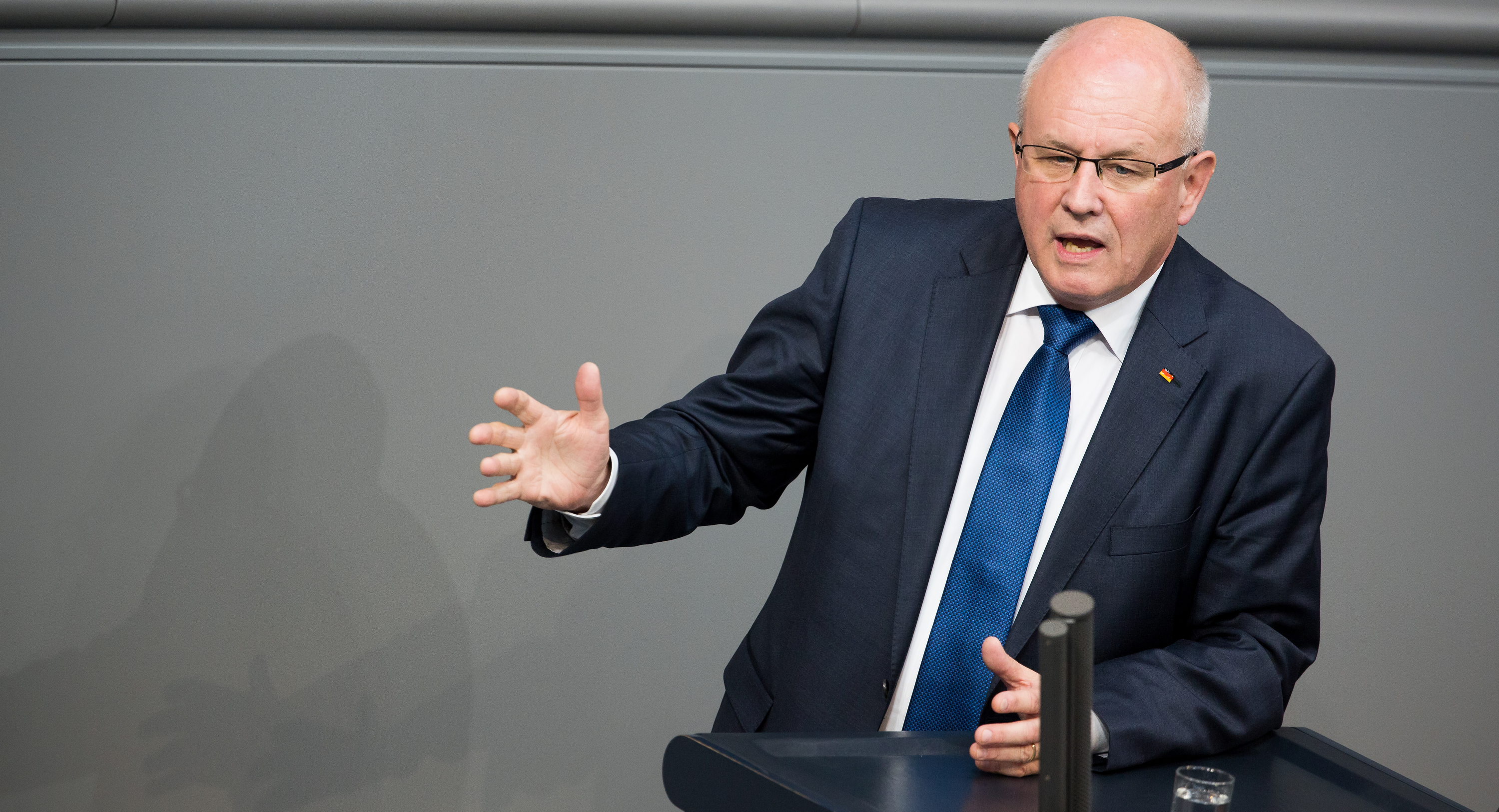
Volker Kauder im Deutschen Bundestag, 2014

Kauder war von 1990 bis 2021 Mitglied des Deutschen Bundestages. Hier war er von 2002 bis Januar 2005 Erster Parlamentarischer Geschäftsführer der CDU/CSU-Bundestagsfraktion.
Am 21. November 2005 wurde er mit 93,3 % der abgegebenen Stimmen zum Vorsitzenden der CDU/CSU-Bundestagsfraktion gewählt. Bei der turnusmäßigen Wahl ein Jahr nach der Bundestagswahl erzielte Kauder am 26. September 2006 ein Ergebnis von 92,1 %. Seit dem 13. Januar 2015 war Kauder der am längsten amtierende Vorsitzende der Unionsfraktion. Kauder ist stets als direkt gewählter Abgeordneter des Wahlkreises Rottweil-Tuttlingen in den Bundestag eingezogen. Bei der Bundestagswahl 2009 erreichte er hier 48,1 % der Erststimmen. Am Tag nach der Wahl wurde er mit über 96 % der Stimmen als Fraktionsvorsitzender wiedergewählt. Bei der Bundestagswahl 2013 konnte er wiederum in seinem Wahlkreis mit 57,8 % sein Direktmandat verteidigen. Nach dem für die Union enttäuschenden Ergebnis bei der Bundestagswahl 2017, bei der Kauder mit 43 % sein Direktmandat verteidigen konnte, wurde er ohne Gegenkandidat mit nur 77,3 % der abgegebenen Stimmen als Fraktionsvorsitzender wiedergewählt. Am 25. September 2018 verlor er überraschend bei der turnusmäßigen Neuwahl des Fraktionsvorsitzenden eine Kampfabstimmung gegen Ralph Brinkhaus mit 112 zu 125 Stimmen bei zwei Enthaltungen. Kauder hatte mehrfach die Flüchtlingspolitik der Regierung Merkel verteidigt.
Im Bundestag war Kauder eines von 12 Mitgliedern des Wahlausschusses, der bis 2015 die Hälfte der Richter des Bundesverfassungsgerichts bestimmte bzw. seit 2015 dem Plenum vorschlägt.
Er unterhielt ein Wahlkreisbüro zusammen mit dem Abgeordneten im Europäischen Parlament (MdEP) Andreas Schwab und dem CDU-Abgeordneten im Landtag von Baden-Württemberg (MdL) Stefan Teufel in Rottweil und ein weiteres Wahlkreisbüro zusammen mit dem CDU-Abgeordneten im Landtag von Baden-Württemberg Guido Wolf in den Räumen des Bahnhofs Tuttlingen.
Im September 2019 gab Kauder bekannt, dass er auf eine erneute Kandidatur für den Bundestag verzichten werde.

### Religiosität
Volker Kauder wurde als Jugendlicher in der Evangelischen Landeskirche in Baden konfirmiert und zeigt Sympathien mit der evangelikalen Bewegung und der liturgischen Ausrichtung der katholischen Kirche. Die Welt zählt ihn zu den Evangelikalen, wobei Kauder diese Bezeichnung, in Worten der Welt, „über sich selbst nicht so gern“ hört, denn „sein Glaube [sei] mit der Bezeichnung ‚Evangelikaler‘ nicht ausreichend beschrieben“. Nach seinen Worten sind „Erbauung, Ermahnung und Trost“ Hauptsäulen des Evangelikalen. Des Weiteren sind für ihn zentral: „die Bibel als Gottes unmittelbares Wort, der Auftrag zur Mission, die große Bedeutung des Lebens Jesu für den eigenen Alltag, die Sündhaftigkeit des Menschen, die nur durch einen Gnadenakt Gottes und durch den Opfertod Jesu erlöst werden kann.“ Kauder erklärte unter anderem, Glaubenskraft habe er auch bei den Evangelikalen gefunden und er fühle sich bei der Evangelischen Allianz wohl. Es sei „schon beeindruckend“, dass die Evangelische Allianz es schaffe, Tausende bekennende Gläubige bei Veranstaltungen zusammenzubringen. Es gelte, diese „Glaubenskraft“ sehr ernst zu nehmen, und er sei froh, daran teilhaben zu können. Georg Brunnhuber sagte über Kauder: „Der Kauder ist der katholischste Protestant, den ich kenne. Wenn’s ums C geht, wird der zur Dampfwalze.“
2009 erhielt er eine Privataudienz bei Papst Benedikt XVI.; ein Foto dieser Begegnung hing danach hinter Kauders Schreibtisch.
Wegen seines Einsatzes für verfolgte Christen erhielt er im September 2010 den Medienpreis Goldener Kompass des evangelikal orientierten Christlichen Medienverbundes KEP.
2014 zeichnete Papst Franziskus Kauder für sein Engagement für verfolgte Christen mit dem päpstlichen Gregoriusorden aus.

### Lehrtätigkeit an der FTH Gießen
Volker Kauder ist mit Wirkung vom 4. September 2022 zum Honorarprofessor an der Freien Theologischen Hochschule Gießen ernannt worden. Er lehrt in den Bereichen Politische Ethik und Religionsfreiheit.

### Sonstiges Engagement
In Tuttlingen, das zu seinem Bundestagswahlkreis gehört, gründete er einen Förderverein zugunsten von psychisch Kranken. Zudem war er vier Jahre lang Vorsitzender der Bundesvereinigung „Aktion Psychisch Kranke“. Seit 2008 ist er Schirmherr der Spendenaktion „Wir machen Schule. Machen Sie mit.“ der Stiftung St. Franziskus Heiligenbronn.
Volker Kauder war Stadtpate für die Stadtinitiative „Tuttlinger helfen Afrika“ im Rahmen des Hilfsprojektes Wir helfen Afrika. Seit September 2021 ist Kauder Vorsitzender des Kuratoriums der Bundeskanzler-Helmut-Kohl-Stiftung. Kauder ist zudem 1. Vorsitzender der Lobbyorganisation Bodensee Kreis e. V.

### Privates
Volker Kauders Eltern waren als Deutsche (Donauschwaben) nach dem Zweiten Weltkrieg aus ihrem Heimatort Nova Pazova in Jugoslawien vertrieben worden. Die ungarnstämmigen Großeltern waren wohlhabende Fabrikbesitzer und Viehzüchter gewesen. Die Familie fand in Singen eine neue Heimat, wo Kauders Vater Rektor einer Hauptschule wurde und später im Stadt- bzw. Kreisrat saß. Sein Bruder Siegfried Kauder war bis zum 22. September 2013 ebenfalls Mitglied des Deutschen Bundestages.
1976 heiratete Volker Kauder die Ärztin Elisabeth Biechele, Tochter des langjährigen Konstanzer Bundestagsabgeordneten Hermann Biechele.

## Politische Positionen und Kritik

### Kernkraft
Innerhalb der CDU galt Volker Kauder als kernkraftbefürwortender Gegenspieler zu Norbert Röttgen. Kauder galt im Herbst 2010 als einer der bedeutendsten Befürworter der Laufzeitverlängerung deutscher Kernkraftwerke neben Michael Fuchs.
Nach der Nuklearkatastrophe von Fukushima sagte er – im Gegensatz zu anderen führenden Unions-Kernkraftbefürwortern –, es sei ein „Fehler“ gewesen, im Herbst 2010 ein Rennen um die längsten Laufzeiten zu inszenieren und so aus einem Konzept für den Umstieg ein Atom-Revival zu machen.

### Korruption
Kauder lehnt den Vorschlag eines Gesetzes gegen die Korruption bei Abgeordneten ab, auch den neuen Vorstoß (Frühjahr 2013) seines Bruders, des Rechtsausschuss-Vorsitzenden Siegfried Kauder.

### Volksentscheide
Ebenfalls ablehnend steht Kauder der Einführung von direkter Demokratie in Form von Volksinitiativen, Volksbegehren und Volksentscheiden auf Bundesebene gegenüber, da die Bundesrepublik seiner Ansicht nach gezeigt habe, dass ihre repräsentative Demokratie erfolgreich sei. Den Vorschlag des CDU-Wirtschaftsrates, die Frage des Atomausstiegs mittels Volksentscheid zu klären, bezeichnete Kauder als „Irrweg“ und gab zu bedenken, dass der CDU-Wirtschaftsrat ja dann auch Volksabstimmungen beispielsweise über Mindestlöhne akzeptieren müsse.

### Waffenexporte
Volker Kauder steht in der Kritik, Waffenexporte des Unternehmens Heckler & Koch zu unterstützen und bei der Abwicklung von Aufträgen zu helfen. Die Wochenzeitung Die Zeit nennt Kauder einen „gewichtigen Fürsprecher“ des in seinem Wahlkreis Rottweil-Tuttlingen (Baden-Württemberg) ansässigen, profitabel arbeitenden, jedoch als hoch verschuldet geltenden Waffenherstellers, gegen den die Staatsanwaltschaft wegen Bestechung von Amtsträgern ermittelte und schließlich Anklage erhob. Nach Aussage des Hauptgesellschafters Andreas Heeschen habe Kauder „immer wieder die Hand über uns gehalten“. Ein Zusammenhang zwischen Spenden des Unternehmens (70.000 Euro in den Jahren von 2001 bis 2011) an die CDU und einem Einsatz von Kauder für Heckler & Koch wird aber seitens des Unternehmens verneint. Kauder äußerte, er kümmere sich um alle Firmen in seinem Wahlkreis, sei aber nicht käuflich.
Im Laufe des Prozesses gegen u. a. zwei Geschäftsführer von Heckler & Koch im Jahr 2018 wegen illegalen Ausfuhren von Waffen nach Mexiko wurde bekannt, dass der CDU-Kreisverband Rottweil vom Konzern 10.000 Euro als Spende erhalten hatte. Laut einem Bericht von Report Mainz wandte sich drei Wochen nach der Überweisung der damalige Geschäftsführer von Heckler & Koch schriftlich an Volker Kauder und bat, dieser möge sich bei der Erteilung einer lang erwarteten Exportgenehmigung nach Mexiko für das Unternehmen einsetzen.

### Christliche Werte
Kauder stellt in der Darstellung seiner politischen Standpunkte regelmäßig auf christliche Werte als Argumentationsgrundlage ab. In einem Interview für den Arbeitskreis Christlicher Publizisten erklärte Kauder, dass er bei schwierigen Entscheidungen „für diesen Zugang zum Vater im Himmel dankbar“ sei und der „Mensch als Ebenbild Gottes“ nicht zur Disposition gestellt werden dürfe, weil die Menschenwürde weder von der Gesellschaft noch der Politik, sondern von Gott komme.
In unterschiedlichsten Zusammenhängen verwies Kauder wiederholt auf „unsere christlich-abendländische Tradition“. Im Rahmen der Konservativismus-Debatte innerhalb der CDU rief er dazu auf, das christliche Menschenbild weiter in den Mittelpunkt ihres Handelns zu stellen, statt darüber zu diskutieren, ob die Partei ihre konservative Wurzel ausreichend pflege.
Kauder ist strikt gegen Forderungen, den Islam in Deutschland als gleichberechtigte Religionsgemeinschaft anzuerkennen. Er erklärte hierzu im Oktober 2010 in der Bildzeitung, dies gehe „in eine völlig falsche Richtung“. Er forderte von Muslimen eine höhere Bereitschaft, die Werteordnung des Grundgesetzes als Maßstab für das Zusammenleben in Deutschland anzuerkennen, und erklärte in diesem Zusammenhang: „Das auf unserer christlich-jüdischen Tradition beruhende Grundgesetz kann durch nichts relativiert werden, schon gar nicht durch einen Islam, der die Scharia vertritt und zur Unterdrückung der Frauen führt.“ In einem Interview mit dem Nachrichtenmagazin Der Spiegel antwortete Kauder auf die Frage „Gehört der Islam zu Deutschland?“ mit der Aussage „Nein. Muslime gehören zu Deutschland, der Islam nicht. Was zu uns gehört, muss prägend sein, identitätsstiftend. Das ist der Islam nicht.“
Im August 2011 kritisierte Kauder die Kirchen in Deutschland, indem er ihnen mangelnde Missionierung vorwarf: „Die Kirche hat doch einen Missionsauftrag, davon ist aber zu wenig zu sehen.“ Er erklärte, aus seiner Sicht könnten die Kirchen „die Verkündigung des Wortes Gottes durchaus noch etwas intensivieren. […] Wir sollten uns nicht darüber aufregen, dass so viele Muslime in die Moschee gehen, sondern darüber, dass so wenige Christen in die Kirche gehen.“

### Christenverfolgung
Kauder setzt sich für, vornehmlich in islamischen Ländern, verfolgte Christen ein. Er erklärte in diesem Zusammenhang unter anderem, Sanktionen würden nicht weiterhelfen. „Entwicklungshilfe sollte vielmehr gezielt zur Förderung von christlichen Projekten in Ländern eingesetzt werden, in denen Christen unter Druck stehen.“
Im Jahr 2011 kritisierte Kauder die Einstellung der türkischen Regierung unter Ministerpräsident Recep Tayyip Erdoğan zu Christen. Er erklärte unter anderem: „Wer so mit religiösen Minderheiten umgeht, wie diese Regierung in der Türkei, braucht anderen keine Vorhaltungen zu machen“. Er könne nicht akzeptieren, wenn Erdogan nach Deutschland komme und Vorwürfe in Fragen der Integration mache. So wie Türken in Deutschland ihre Religionshäuser bauen dürften, „erwarten wir, dass die Christen in der Türkei ihre Kirchen bauen dürfen. Da darf es keine Kompromisse geben“.

### Blasphemie
Kauder unterstützte im Jahr 2000 einen Gesetzentwurf, der vorsah, im § 166 StGB („Blasphemieparagraph“) ein Tatbestandsmerkmal zu streichen („… die geeignet ist, den öffentlichen Frieden zu stören.“) und ihn damit zu verschärfen. 2013 forderte er in der Diskussion um die wegen Blasphemie zum Tode verurteilte Pakistani Asia Bibi: „Die dem Gerechtigkeitsempfinden widersprechenden Blasphemiegesetze müssen schnellstmöglich aus den Gesetzbüchern des Landes gestrichen werden.“

### Gleichgeschlechtliche Lebensgemeinschaften
In einem Interview mit der Frankfurter Rundschau im Dezember 2010 sprach Kauder sich gegen ein Adoptionsrecht für homosexuelle Paare mit der Begründung aus, er „glaube nicht, dass sich Kinder wünschen, in einer homosexuellen Partnerschaft aufzuwachsen“. Die Positionierung Kauders in dieser Frage wurde in einigen Medien mit seiner Nähe zur evangelikalen Evangelischen Allianz in Verbindung gebracht.
Auch nach dem Urteil des Bundesverfassungsgerichts vom Mai 2013 zum Ehegattensplitting schloss Kauder eine Gleichstellung von Ehe und gleichgeschlechtlichen Lebensgemeinschaften weiter aus. So habe er bei einer Fraktionssitzung „unter großem Beifall darauf hingewiesen, dass es für uns die Homo-Ehe nicht gibt.“ Als im Jahr 2017 die Einführung der Ehe für gleichgeschlechtliche Partner im Bundestag beschlossen wurde, stimmte Kauder dagegen.

### Sexualstrafrecht
Im September 2013 kritisierte die Vorsitzende der Grünen, Claudia Roth, dass Kauder im Jahr 1997 im Deutschen Bundestag gegen die Strafbarkeit von Vergewaltigung in der Ehe gestimmt hat.

### Abtreibung
Zum Thema Abtreibung sagte Kauder: „Der einzige Fall, wo ich Abtreibung akzeptiere, ist nach einer Vergewaltigung“. Kauder sandte mehrfach Grußworte an Teilnehmer der jährlich stattfindenden Demonstration Marsch für das Leben.

### Präimplantationsdiagnostik
Kauder lehnt das Instrumentarium der Präimplantationsdiagnostik grundsätzlich ab. Aus seiner Sicht beginnt das menschliche Leben mit der Verschmelzung von Ei und Samenzelle, „weil dieser Vorgang etwas ganz Neues schafft“. Danach gebe es keinen entscheidenden Qualitätssprung mehr – danach gebe es „nur noch quantitative Entwicklungen“. Kauder fordert ein generelles strafbewehrtes Verbot der Präimplantationsdiagnostik, da diese „fast zwangsläufig“ zu Selektionen führe.

### „Bierbotschafter“
Seine Äußerung auf dem Berliner Oktoberfest 2010 „Zwei, drei Weizenbier am Tag, die müssen einfach sein“ erregte Aufsehen und wurde als „nicht hilfreich im Kampf gegen Alkoholmissbrauch“ kritisiert.
Im August 2011 wurde Kauders Haltung zum Alkohol in der NDR-Dokumentation „Mittrinken gilt als normal“ erneut kritisiert. Kauder war zuvor nach 2010 ein weiteres Jahr vom Deutschen Brauer-Bund zum Bierbotschafter ernannt worden und äußerte dabei: „Ich will in den nächsten zwölf Monaten für dieses deutsche Bier werben. […] Ich bin der Überzeugung, es ist eine Unkultur geworden, dass in so vielen Gläsern unseres Landes am Abend stilles Wasser hängt – ich bin der Meinung, auch im Glas muss was los sein!“

### Lobby-Arbeit für die Tabakindustrie
Kauder blockierte stets das von der Großen Koalition im Jahr 2016 auf den Weg gebrachte Tabakwerbeverbot, zu dem sich Deutschland bereits 2004 gegenüber der Weltgesundheitsorganisation in einem Abkommen verpflichtet hatte, es bis 2010 einzuführen dadurch, dass er den Gesetzentwurf nicht zur Abstimmung im Deutschen Bundestag vorlegen ließ. Bereits im Mai 2016 hatte er auf einem Parteitag der Jungen Union von einem „Aus“ für das Gesetz gesprochen. Kauder wurde deshalb von verschiedenen Stellen eine intensive Lobby-Arbeit für die Tabakindustrie vorgeworfen. Kauder selbst verteidigte seine mehrheitsfernen Ansichten damit, dass „in einem freien Land auch ein freier Wettbewerb und über legale Produkte eine Kommunikation zwischen Produzenten und Konsumenten stattfinden soll.“

## Auszeichnungen
- Goldener Kompass 2010 (Christlicher Medienverbund KEP).
- Päpstlicher Gregoriusorden 2014 für sein Engagement für verfolgte Christen.[66]
- Großkreuz Pro Merito Melitensi 2016 des Malteserritterordens.[67]
- 2015: Mehrfarbiger Orden der Aufgehenden Sonne am Band (Japan)[68]
- 2022: Großes Bundesverdienstkreuz mit Stern[69]

## Veröffentlichungen
- Vom Wert der Freiheit, SCM R. Brockhaus, Witten 2012, ISBN 978-3-417-26487-6.

als Mitautor
- Damit ihr Hoffnung habt: Politik im Zeichen des „C“, Verlag der Konrad-Adenauer-Stiftung, Sankt Augustin 2010, ISBN 978-3-941904-46-0.
- Frei:Mut: Kanzelreden zu Reformation und Freiheit, Verlag der Stiftung St. Matthäus, Berlin 2011, ISBN 978-3-9809943-7-8.
- Wertewandel mitgestalten: Gut handeln in Gesellschaft und Wirtschaft, hrsg. von Brun-Hagen Hennerkes und George Augustin, Verlag Herder, 4. Aufl. 2012, ISBN 978-3-451-30618-1.

als (Mit)herausgeber
- Fraktion in Aktion: Organisation und Arbeitsweise, CDU-CSU-Fraktion im Deutschen Bundestag, Bonn 2004.
- Chancen für alle: Die Perspektive der Aufstiegsgesellschaft, Herder, Freiburg 2008, ISBN 978-3-451-30162-9.
- Verfolgte Christen: Einsatz für die Religionsfreiheit, SCM Hänssler, 2. Aufl., Holzgerlingen 2013, ISBN 978-3-7751-5418-5.

Aufsätze
- Bundestagswahl: Die CDU ist bereit!, in: Axel Balzer, Marvin Geilich, Shamim Rafat (Hrsg.): Politik als Marke – Politikvermittlung zwischen Kommunikation und Inszenierung, Lit-Verlag, Münster 2005, ISBN 3-8258-8146-6, S. 194–201
- Politik für Religionsfreiheit. Über die Bedeutung eines Rechtes auf Religionswechsel, in: Communio 43 (2014) 224-232.
- Die Rolle der Religionen in der Welt, in: kreuz-und-quer.de, 23. Januar 2017.